# Макбет (фильм, 1908)
«Макбет» (англ. Macbeth) — американский короткометражный драматический фильм Уильяма Рэноус.

## Сюжет
Фильм показывает узурпацию шотландского трона Макбетом.

## В ролях
| Актёр           | Роль           |
| --------------- | -------------- |
| Вильям В.Рэноуз | Макбет         |
| Луиз Карвер     | Леди Макбет    |
| Пол Панцер      | Макдуф         |
| Чарльз Кент     | Король Дункан  |
| Эдуард де Макс  |                |
| Флоренс Лоуренс |                |
| Флоренс Тёрнер  | гостья на пиру |